# 哈伯德冰川
哈伯德冰川（Hubbard Glacier）是位于美國阿拉斯加东部和加拿大育空地区的冰川，該冰川是由加德納·格林·赫巴德命名。 
哈伯德冰川中最长的一條冰川地處沃爾什山以西约8公里处（61°00′N 140°09′W / 61.000°N 140.150°W），海拔约3,400米。一条较短的冰川起點位於洛根山山脊最东端的山顶（60°35′0″N 140°22′40″W / 60.58333°N 140.37778°W），海拔约5600米。           